# Shanieka Ricketts
Shanieka Ricketts (født 1992) er en jamaicansk atlet, der konkurrerer i trespring. Hun repræsenterede sit land under verdensmesterskaberne i atletik 2015 i Beijing, hvor hun blev nummer 11 i trespring.
Hun repræsenterede Jamaica ved sommer-OL 2024 i Paris, hvor hun vandt sølvmedaljen i trespring.